# Roy Mathias
Pas d'image ? Cliquez ici

a Compétitions nationales et continentales officielles uniquement.

b Matchs officiels uniquement.
Roy Mathias, né le 2 septembre 1949 à Llanelli (pays de Galles), est un joueur gallois de rugby à XV et rugby à XIII évoluant au poste d'ailier dans les années 1970 et 1980.

## Biographie
Roy Mathias commence par le rugby à XV en jouant avec le club du Llanelli RFC. Il obtient sa première et unique sélection en équipe du pays de Galles le 4 avril 1970 contre la France. En 1972, il s'engage à St Helens RLFC en changeant de code pour le rugby à XIII et où il effectue tout le reste de sa carrière. Ses performances sous le maillot de St Helens (218 essais en 390 apparitions) l'amènent à être sélectionné en équipe du pays de Galles avec laquelle il dispute la Coupe du monde 1975 et en sélection britannique (une sélection). Il est ensuite nommé au temple de la renommée de St Helens.